# Campeonato Mundial de Star
El Campeonato Mundial de Star es la máxima competición internacional de la clase de vela Star. Se realiza anualmente desde 1923 bajo la organización de la Federación Internacional de Vela (ISAF). Este tipo de embarcación fue una clase olímpica desde los Juegos Olímpicos de Los Ángeles 1932 hasta los de Londres 2012 (con la excepción de Montreal 1976, edición en la que fue sustituida por la clase Tempest).
Los regatistas de Estados Unidos dominaron los campeonatos en las primeras décadas, tanto en el número de participantes como en el número de medallas, dando cuenta de la gran popularidad que gozaba esta clase de vela en dicho país, en detrimento de otros países, donde no era tan conocida y practicada. En los años 70 y 80 cambia la situación, y otros países (la RFA, Brasil, España, Italia, Suecia, entre otros) comienzan a ganar medallas.

## Palmarés
| Núm.     | Año  | Sede                                  | Oro                                                        | Plata                                                      | Bronce                                                     |
| -------- | ---- | ------------------------------------- | ---------------------------------------------------------- | ---------------------------------------------------------- | ---------------------------------------------------------- |
| I        | 1923 | Long Island Sound ( Estados Unidos)   | William Inslee Robert Nelson Estados Unidos                | Henry Wylie E. Ratsey Estados Unidos                       | R. Walton L. Carey Estados Unidos                          |
| II       | 1924 | Long Island Sound ( Estados Unidos)   | Jack Robinson Arthur Knapp Estados Unidos                  | Ben Comstock William Gidley Estados Unidos                 | B. Weston R. Schauer Estados Unidos                        |
| III      | 1925 | Long Island Sound ( Estados Unidos)   | Adrian Iselin Ed Willis Estados Unidos                     | G. Phillips C. Davis Estados Unidos                        | R. Schauer E. Gillett Estados Unidos                       |
| IV       | 1926 | Long Island Sound ( Estados Unidos)   | Ben Comstock William Gidley Estados Unidos                 | D. Starring F. Bedford Estados Unidos                      | H. Fisher H. Denhie Estados Unidos                         |
| V        | 1927 | Bahía Narragansett ( Estados Unidos)  | Walt Hubbard Richard Edwards Estados Unidos                | F. Bedford B. Cunnigham Estados Unidos                     | H. Smith W. Henderson Estados Unidos                       |
| VI       | 1928 | Newport Beach ( Estados Unidos)       | Prentice Edrington Gilbert Gray Estados Unidos             | Joseph Watkins Arthur Knapp Estados Unidos                 | J. Jessop J. Sykes Estados Unidos                          |
| VII      | 1929 | Nueva Orleans ( Estados Unidos)       | Graham Johnson Lawdens Johnson Estados Unidos              | Prentice Edrington Gilbert Gray Estados Unidos             | Joseph Watkins William McHugh Estados Unidos               |
| VIII     | 1930 | Bahía de Chesapeake ( Estados Unidos) | Arthur Knapp Newell Weed Estados Unidos                    | Walt Hubbard T. Dittmar Estados Unidos                     | Joseph Watkins William McHugh Estados Unidos               |
| IX       | 1931 | Long Island Sound ( Estados Unidos)   | Joseph Watkins William McHugh Estados Unidos               | Colin Ratsey S. Elsbree Reino Unido                        | Edward Fink A. McCrate Estados Unidos                      |
| X        | 1932 | Long Island ( Estados Unidos)         | Edward Fink Edwin Thorne Estados Unidos                    | C. Pflug J. Pflug Estados Unidos                           | R. Bradley P. Singer Estados Unidos                        |
| XI       | 1933 | Long Beach ( Estados Unidos)          | Glen Waterhouse Woodbridge Metcalf Estados Unidos          | Edwin Thorne L. Thorne Estados Unidos                      | H. Dowsett H. White Estados Unidos                         |
| XII      | 1934 | San Francisco ( Estados Unidos)       | Hook Beardslee Myron Lehmann Estados Unidos                | J. Arms J. Abberley Estados Unidos                         | Adrian Iselin E. White Estados Unidos                      |
| XIII     | 1935 | Newport Beach ( Estados Unidos)       | Hook Beardslee Myron Lehmann Estados Unidos                | Adrian Iselin Ed Willis Estados Unidos                     | Glen Waterhouse Woodbridge Metcalf Estados Unidos          |
| XIV      | 1936 | Rochester ( Estados Unidos)           | Adrian Iselin Garrett Horder Estados Unidos                | Hook Beardslee Myron Lehmann Estados Unidos                | H. Halsted W. Halsey Estados Unidos                        |
| XV       | 1937 | Long Island Sound ( Estados Unidos)   | Milton Wegeforth G. Phillips Estados Unidos                | Walther von Hütschler · Hans-Joachim Weise · Alemania      | H. Halsted W. Halsey Estados Unidos                        |
| XVI      | 1938 | San Diego ( Estados Unidos)           | Walther von Hütschler · Hans-Joachim Weise · Alemania      | Harry Nye L. Lehmann Estados Unidos                        | J. McAleese F. Graham Estados Unidos                       |
| XVII     | 1939 | Kiel · ( Alemania)                    | Walther von Hütschler · Edgar Beyn · Alemania              | Agostino Straulino · Nicolò Rode · Italia                  | P. Hanson · C. Blankenburg · Alemania                      |
| XVIII    | 1940 | San Diego ( Estados Unidos)           | Jim Cowie Gordon Cowie Estados Unidos                      | Robert White R. Holcomb Estados Unidos                     | Lockwood Pirie R. Miller Estados Unidos                    |
| XIX      | 1941 | Los Ángeles ( Estados Unidos)         | George Fleitz William Severance Estados Unidos             | Harry Nye J. Michael Estados Unidos                        | Myron Lehmann P. McKibben Estados Unidos                   |
| XX       | 1942 | Lago Míchigan ( Estados Unidos)       | Harry Nye Stanley Fahlstrom Estados Unidos                 | S. Potter B. Douglass Estados Unidos                       | T. Scripps M. Watson Estados Unidos                        |
| XXI      | 1943 | Great South Bay ( Estados Unidos)     | Arthur Deacon Perry Roehm Estados Unidos                   | William Picken J. Forrington Estados Unidos                | Carlos de Cárdenas Culmell · G. Carricaburu · Cuba         |
| XXII     | 1944 | Lago Míchigan ( Estados Unidos)       | Gerald Driscoll Malin Burnham Estados Unidos               | Robert Lippincott Edward Shivelhood Estados Unidos         | Herbert Williams A. Nye Estados Unidos                     |
| XXIII    | 1945 | Long Island ( Estados Unidos)         | Malin Burnham Lowell North Estados Unidos                  | Jim Cowie Walter Krug Estados Unidos                       | Elwood Etchells Mary Etchells Estados Unidos               |
| XXIV     | 1946 | La Habana · ( Cuba)                   | George Fleitz Walter Krug Estados Unidos                   | Robert White Gordon Holcombe Estados Unidos                | Durward Knowles Basil Kelly Bahamas                        |
| XXV      | 1947 | Los Ángeles ( Estados Unidos)         | Durward Knowles Sloane Farrington Bahamas                  | Hilary Smart Stanley Ogilvy Estados Unidos                 | Richard Stearns Robert Rodgers Estados Unidos              |
| XXVI     | 1948 | Cascaes ( Portugal)                   | Lockwood Pirie Harry Rugeroni Estados Unidos               | Agostino Straulino · Nicolò Rode · Italia                  | Hilary Smart Paul Smart Estados Unidos                     |
| XXVII    | 1949 | Chicago ( Estados Unidos)             | Harry Nye Stanley Fahlstrom Estados Unidos                 | Robert Lippincott Robert Levin Estados Unidos              | Stanley Ogilvy Owen Torrey Estados Unidos                  |
| XXVIII   | 1950 | Chicago ( Estados Unidos)             | Robert Lippincott Robert Levin Estados Unidos              | Lockwood Pirie Charles Tuttle Estados Unidos               | Elwood Etchells Mary Etchells Estados Unidos               |
| XXIX     | 1951 | Isla Gibson ( Estados Unidos)         | Elwood Etchells Mary Etchells Estados Unidos               | Richard Stearns Robert Rodgers Estados Unidos              | Stanley Ogilvy Whitney Stueck Estados Unidos               |
| XXX      | 1952 | Cascaes ( Portugal)                   | Agostino Straulino · Nicolò Rode · Italia                  | Robert Lippincott Daniel Hubers Estados Unidos             | Duarte Bello Fernando Bello Portugal                       |
| XXXI     | 1953 | Nápoles · ( Italia)                   | Agostino Straulino · Nicolò Rode · Italia                  | Duarte Bello João Miguel Tito Portugal                     | Tito Nordio · Livio Sangulin · Italia                      |
| XXXII    | 1954 | Cascaes ( Portugal)                   | Carlos de Cárdenas Culmell · Carlos de Cárdenas Plá · Cuba | Durward Knowles Sloane Farrington Bahamas                  | Agostino Straulino · Nicolò Rode · Italia                  |
| XXXIII   | 1955 | La Habana · ( Cuba)                   | Carlos de Cárdenas Culmell · Carlos de Cárdenas Plá · Cuba | Jorge de Cárdenas · Alberto García Tuñón · Cuba            | William Gentzlinger Clair Farrand Estados Unidos           |
| XXXIV    | 1956 | Nápoles · ( Italia)                   | Agostino Straulino · Nicolò Rode · Italia                  | Lowell North James Hill Estados Unidos                     | Álvaro de Cárdenas · Jorge de Cárdenas · Cuba              |
| XXXV     | 1957 | La Habana · ( Cuba)                   | Lowell North James Hill Estados Unidos                     | Albert Debarge Paul Elvstrøm Dinamarca                     | Joseph Duplin Peter Wilhauser Estados Unidos               |
| XXXVI    | 1958 | San Diego ( Estados Unidos)           | William Ficker Mark Yorston Estados Unidos                 | Chick Rollins William Pickford Estados Unidos              | James Schoonmaker Malin Burnham Estados Unidos             |
| XXXVII   | 1959 | Newport Beach ( Estados Unidos)       | Lowell North Mort Carlile Estados Unidos                   | Gary Comer Bill Hackel Estados Unidos                      | William Ficker Thomas Skahill Estados Unidos               |
| XXXVIII  | 1960 | Río de Janeiro · ( Brasil)            | Lowell North Thomas Skahill Estados Unidos                 | Donald Edler Kent Edler Estados Unidos                     | Robert Lippincott Frank Hogg Estados Unidos                |
| XXXIX    | 1961 | San Diego ( Estados Unidos)           | William Earl Buchan Douglas Knight Estados Unidos          | John Bennett John McKeague Estados Unidos                  | Lowell North Thomas Skahill Estados Unidos                 |
| XL       | 1962 | Cascaes ( Portugal)                   | Richard Stearns Lynn Williams Estados Unidos               | Duarte Bello Fernando Bello Portugal                       | Elwood Etchells R. Allan Estados Unidos                    |
| XLI      | 1963 | Chicago ( Estados Unidos)             | Joseph Duplin Francis Dolan Estados Unidos                 | Lowell North Thomas Skahill Estados Unidos                 | Blair Fletcher Asa Colson Estados Unidos                   |
| XLII     | 1964 | Boston ( Estados Unidos)              | Donald Edler Kent Edler Estados Unidos                     | Joseph Duplin Francis Dolan Estados Unidos                 | Malin Burnham Charles Lewsadder Estados Unidos             |
| XLIII    | 1965 | Newport Beach ( Estados Unidos)       | Donald Bever Charles Lewsadder Estados Unidos              | Malin Burnham James Reynolds Estados Unidos                | William Earl Buchan Douglas Knight Estados Unidos          |
| XLIV     | 1966 | Kiel ( RFA)                           | Paul Elvstrøm John Albrechtson Dinamarca                   | Lowell North Peter Barrett Estados Unidos                  | Richard Stearns Lynn Williams Estados Unidos               |
| XLV      | 1967 | Copenhague ( Dinamarca)               | Paul Elvstrøm Poul Mik-Meyer Dinamarca                     | Lowell North Peter Barrett Estados Unidos                  | Donald Trask William Kreysler Estados Unidos               |
| —        | 1968 | —                                     | No realizado                                               | No realizado                                               | No realizado                                               |
| XLVI     | 1969 | San Diego ( Estados Unidos)           | Pelle Petterson · Ulf Schröder · Suecia                    | Thomas Blackaller Gary Mull Estados Unidos                 | Lowell North Peter Barrett Estados Unidos                  |
| XLVII    | 1970 | Marstrand · ( Suecia)                 | William Earl Buchan Carl Sutter Estados Unidos             | James Schoonmaker Arne Akerson Estados Unidos              | Stig Wennerström · Sture Christensson · Suecia             |
| XLVIII   | 1971 | Estrecho de Puget ( Estados Unidos)   | Dennis Conner James Reynolds Estados Unidos                | Lowell North Peter Barrett Estados Unidos                  | John Albrechtson · Göran Tell · Suecia                     |
| XLIX     | 1972 | Caracas · ( Venezuela)                | Wilhelm Kuhweide Karsten Meyer RFA                         | Jörg Bruder · Cláudio Biekarck · Brasil                    | James Schoonmaker Thomas Dudinsky Estados Unidos           |
| L        | 1973 | San Diego ( Estados Unidos)           | Lowell North Peter Barrett Estados Unidos                  | William Earl Buchan Craig Thomas Estados Unidos            | Thomas Blackaller Ron Anderson Estados Unidos              |
| LI       | 1974 | Laredo ( España)                      | Thomas Blackaller Ron Anderson Estados Unidos              | Pelle Petterson · Ingvar Hansson · Suecia                  | Durward Knowles Gerald Ford Bahamas                        |
| LII      | 1975 | Lago Míchigan ( Estados Unidos)       | James Schoonmaker Jerry Ford Estados Unidos                | Thomas Blackaller Ron Anderson Estados Unidos              | Peter Wright Bill Wright Estados Unidos                    |
| LIII     | 1976 | Nassau ( Bahamas)                     | James Allsop Michael Guhin Estados Unidos                  | William Earl Buchan Earl Lasher Estados Unidos             | Barton Beek William Munster Estados Unidos                 |
| LIV      | 1977 | Kiel ( RFA)                           | Dennis Conner Ron Anderson Estados Unidos                  | Sune Carlsson · Leif Carlsson · Suecia                     | Uwe von Below Franz Wehofsich RFA                          |
| LV       | 1978 | San Francisco ( Estados Unidos)       | Harry Melges Andreas Josenhans Estados Unidos              | Dennis Conner Ron Anderson Estados Unidos                  | Thomas Blackaller Ed Bennett Estados Unidos                |
| LVI      | 1979 | Marstrand · ( Suecia)                 | Harry Melges Andreas Josenhans Estados Unidos              | William Earl Buchan Douglas Knight Estados Unidos          | Peter Wright Todd Cozzens Estados Unidos                   |
| LVII     | 1980 | Río de Janeiro · ( Brasil)            | Thomas Blackaller David Shaw Estados Unidos                | Albino Fravezzi · Oscar Dalvit · Italia                    | Giorgio Gorla · Alfio Peraboni · Italia                    |
| LVIII    | 1981 | Marblehead ( Estados Unidos)          | Alexander Hagen Vincent Hösch RFA                          | Peter Wright Todd Cozzens Estados Unidos                   | William Earl Buchan Ron Anderson Estados Unidos            |
| LIX      | 1982 | Medemblik · ( Países Bajos)           | Antonio Gorostegui · José Luis Doreste · España            | Alexander Hagen Vincent Hösch RFA                          | William Earl Buchan Steven Erickson Estados Unidos         |
| LX       | 1983 | Marina del Rey ( Estados Unidos)      | Antonio Gorostegui · José Luis Doreste · España            | Joachim Griese Michael Marcour RFA                         | William Earl Buchan William Carl Buchan Estados Unidos     |
| LXI      | 1984 | Vilamoura ( Portugal)                 | Giorgio Gorla · Alfio Peraboni · Italia                    | Andrew Menkart James Kavle Estados Unidos                  | Paul Cayard Kenneth Keefe Estados Unidos                   |
| LXII     | 1985 | Nassau ( Bahamas)                     | William Earl Buchan Steven Erickson Estados Unidos         | Steven Bakker · Jacob Vandenberg · Países Bajos            | Paul Cayard Kenneth Keefe Estados Unidos                   |
| LXIII    | 1986 | Capri · ( Italia)                     | Vicente Brun Hugo Schreiner Estados Unidos                 | Giuseppe Milone · Roberto Mottola · Italia                 | Edward Adams Tom Olsen Estados Unidos                      |
| LXIV     | 1987 | Chicago ( Estados Unidos)             | Edward Adams Tom Olsen Estados Unidos                      | Alexander Hagen Fritz Girr RFA                             | Paul Cayard Steven Erickson Estados Unidos                 |
| LXV      | 1988 | Buenos Aires ( Argentina)             | Paul Cayard Steven Erickson Estados Unidos                 | Mark Reynolds Harold Haenel Estados Unidos                 | Edward Adams Tom Olsen Estados Unidos                      |
| LXVI     | 1989 | Porto Cervo · ( Italia)               | Alan Adler · Nelson Falcão · Brasil                        | Werner Fritz Ulrich Seeberger RFA                          | Ross MacDonald · Bruce MacDonald · Canadá                  |
| LXVII    | 1990 | Cleveland ( Estados Unidos)           | Torben Grael · Marcelo Ferreira · Brasil                   | Benny Andersen Mogens Just Dinamarca                       | Mats Johansson · Stefan Hemlin · Suecia                    |
| LXVIII   | 1991 | Cannes ( Francia)                     | Roberto Benamati · Mario Salani · Italia                   | Torben Grael · Marcelo Ferreira · Brasil                   | Mark Reynolds Harold Haenel Estados Unidos                 |
| LXIX     | 1992 | San Francisco ( Estados Unidos)       | William Carl Buchan Hugo Schreiner Estados Unidos          | Joseph Londrigan Phil Trinter Estados Unidos               | Paul Cayard Steven Erickson Estados Unidos                 |
| LXX      | 1993 | Kiel · ( Alemania)                    | Joseph Londrigan Phil Trinter Estados Unidos               | Hans Wallén · Bobby Lohse · Suecia                         | Alexander Hagen · Kai Falkenthal · Alemania                |
| LXXI     | 1994 | San Diego ( Estados Unidos)           | Ross MacDonald · Eric Jespersen · Canadá                   | Alan Adler · Rodrigo Meirelles · Brasil                    | Torben Grael · Marcelo Ferreira · Brasil                   |
| LXXII    | 1995 | Laredo · ( España)                    | Mark Reynolds Harold Haenel Estados Unidos                 | Torben Grael · Marcelo Ferreira · Brasil                   | Christian Rasmussen Kasper Harsberg Dinamarca              |
| LXXIII   | 1996 | Río de Janeiro · ( Brasil)            | Enrico Chieffi · Roberto Sinibaldi · Italia                | Mark Reynolds Harold Haenel Estados Unidos                 | Torben Grael · Marcelo Ferreira · Brasil                   |
| LXXIV    | 1997 | Marblehead ( Estados Unidos)          | Alexander Hagen · Marcelo Ferreira ( Brasil) · Alemania    | Mark Reynolds Magnus Liljedahl Estados Unidos              | Peter Bromby Michael Marcel Bermudas                       |
| LXXV     | 1998 | Portorož ( Eslovenia)                 | Colin Beashel David Giles Australia                        | Torben Grael · Marcelo Ferreira · Brasil                   | Alexander Hagen · Thorsten Helmert · Alemania              |
| LXXVI    | 1999 | Punta Ala · ( Italia)                 | Eric Doyle Tom Olsen Estados Unidos                        | Ross MacDonald · Kai Bjorn · Canadá                        | Mark Reynolds Magnus Liljedahl Estados Unidos              |
| LXXVII   | 2000 | Annapolis ( Estados Unidos)           | Mark Reynolds Magnus Liljedahl Estados Unidos              | Ross MacDonald · Kai Bjorn · Canadá                        | Mark Mansfield David O'Brien Irlanda                       |
| LXXVIII  | 2001 | Medemblik · ( Países Bajos)           | Fredrik Lööf · Christian Finnsgård · Suecia                | Gavin Brady George Iverson Nueva Zelanda                   | Vincent Brun Mike Dorgan Estados Unidos                    |
| LXXIX    | 2002 | Marina del Rey ( Estados Unidos)      | Iain Percy Steven Mitchell Reino Unido                     | Torben Grael · Marcelo Ferreira · Brasil                   | Xavier Rohart Yannick Adde Francia                         |
| LXXX     | 2003 | Cádiz · ( España)                     | Xavier Rohart Pascal Rambeau Francia                       | Fredrik Lööf · Anders Ekström · Suecia                     | Iain Percy Steven Mitchell Reino Unido                     |
| LXXXI    | 2004 | Gaeta · ( Italia)                     | Fredrik Lööf · Anders Ekström · Suecia                     | Flavio Marazzi · Enrico De Maria · Suiza                   | Iain Percy Steven Mitchell Reino Unido                     |
| LXXXII   | 2005 | Olivos ( Argentina)                   | Xavier Rohart Pascal Rambeau Francia                       | Torben Grael · Marcelo Ferreira · Brasil                   | Iain Percy Steven Mitchell Reino Unido                     |
| LXXXIII  | 2006 | San Francisco ( Estados Unidos)       | Hamish Pepper Carl Williams Nueva Zelanda                  | Robert Scheidt · Bruno Prada · Brasil                      | Xavier Rohart Pascal Rambeau Francia                       |
| LXXXIV   | 2007 | Cascaes ( Portugal)                   | Robert Scheidt · Bruno Prada · Brasil                      | Xavier Rohart Pascal Rambeau Francia                       | Iain Percy Andrew Simpson Reino Unido                      |
| LXXXV    | 2008 | Miami ( Estados Unidos)               | Mateusz Kusznierewicz · Dominik Życki · Polonia            | Diego Negri · Luigi Viale · Italia                         | Robert Scheidt · Bruno Prada · Brasil                      |
| LXXXVI   | 2009 | Varberg · ( Suecia)                   | George Szabo Rick Peters Estados Unidos                    | Hamish Pepper Craig Monk Nueva Zelanda                     | Lars Grael · Ronald Seifert · Brasil                       |
| LXXXVII  | 2010 | Río de Janeiro · ( Brasil)            | Iain Percy Andrew Simpson Reino Unido                      | Flavio Marazzi · Enrico De Maria · Suiza                   | Torben Grael · Marcelo Ferreira · Brasil                   |
| LXXXVIII | 2011 | Perth ( Australia)                    | Robert Scheidt · Bruno Prada · Brasil                      | Robert Stanjek · Frithjof Kleen · Alemania                 | Mark Mendelblatt Brian Fatih Estados Unidos                |
| LXXXIX   | 2012 | Hyères ( Francia)                     | Robert Scheidt · Bruno Prada · Brasil                      | Iain Percy Andrew Simpson Reino Unido                      | Michael Hestbæk Claus Olesen Dinamarca                     |
| XC       | 2013 | San Diego ( Estados Unidos)           | John MacCausland Phil Trinter Estados Unidos               | Andrew Campbell John von Schwarz Estados Unidos            | Mark Reynolds Harold Haenel Estados Unidos                 |
| XCI      | 2014 | Malcesine · ( Italia)                 | Robert Stanjek · Frithjof Kleen · Alemania                 | Diego Negri · Sergio Lambertenghi · Italia                 | Eivind Melleby · Bruno Prada ( Brasil) · Noruega           |
| XCII     | 2015 | San Isidro ( Argentina)               | Lars Grael · Samuel Gonçalves · Brasil                     | Marcelo Fuchs · Ronald Seifert · Brasil                    | Diego Negri · Sergio Lambertenghi · Italia                 |
| XCIII    | 2016 | Miami ( Estados Unidos)               | Augie Díaz · Bruno Prada ( Brasil) · Estados Unidos        | Diego Negri · Sergio Lambertenghi · Italia                 | Brian Ledbetter Joshua Revkin Estados Unidos               |
| XCIV     | 2017 | Troense ( Dinamarca)                  | Eivind Melleby · Joshua Revkin ( Estados Unidos) · Noruega | Lars Grael · Samuel Gonçalves · Brasil                     | Reinhard Schmidt · Paul Sradnick · Alemania                |
| XCV      | 2018 | Oxford ( Estados Unidos)              | Jorge Zarif · Guilherme de Almeida · Brasil                | Eivind Melleby · Joshua Revkin ( Estados Unidos) · Noruega | Paul Cayard · Arthur Lopes ( Brasil) · Estados Unidos      |
| XCVI     | 2019 | Porto Cervo · ( Italia)               | Mateusz Kusznierewicz · Bruno Prada ( Brasil) · Polonia    | Augie Díaz · Henry Boening ( Brasil) · Estados Unidos      | Eivind Melleby · Joshua Revkin ( Estados Unidos) · Noruega |
| –        | 2020 | Miami ( Estados Unidos)               | Cancelado                                                  | Cancelado                                                  | Cancelado                                                  |
| XCVII    | 2021 | Kiel · ( Alemania)                    | Diego Negri · Frithjof Kleen ( Alemania) · Italia          | Tonči Stipanović · Tudor Bilić · Croacia                   | Johann Spitzauer · Christian Nehammer · Austria            |
| XCVIII   | 2022 | Marblehead ( Estados Unidos)          | Diego Negri · Sergio Lambertenghi · Italia                 | Tonči Stipanović · Tudor Bilić · Croacia                   | Paul Cayard · Frithjof Kleen ( Alemania) · Estados Unidos  |
| XCIX     | 2023 | Scarlino · ( Italia)                  | Max Kohlhoff · Jan-Ole Burzinski · Alemania                | Piet Eckert · Frederico Melo · Suiza                       | Diego Negri · Alessandro Sodano · Italia                   |
| C        | 2024 | San Diego ( Estados Unidos)           | John Kostecki Austin Sperry Estados Unidos                 | Will Stout Daniel Cayard Estados Unidos                    | Leandro Altolaguirre Lucas Altolaguirre Argentina          |

1. 1 2 3 4 5 6 7  En estas ediciones se permitió competir juntos a dos regatistas de nacionalidad diferente: la bandera del barco corresponde a la del patrón (el que se pone primero en la lista).
2. 1 2 3  Celebrado en el Campeonato Mundial de Vela Olímpica.

## Medallero histórico
- Actualizado hasta San Diego 2024.

| Núm. | País           | Oro | Plata | Bronce | Total |
| ---- | -------------- | --- | ----- | ------ | ----- |
| 1    | Estados Unidos | 58  | 53    | 62     | 173   |
| 2    | Italia         | 8   | 7     | 5      | 20    |
| 3    | Brasil         | 7   | 10    | 5      | 22    |
| 4    | Alemania       | 7   | 6     | 5      | 18    |
| 5    | Suecia         | 3   | 4     | 3      | 10    |
| 6    | Reino Unido    | 2   | 2     | 4      | 8     |
| 7    | Dinamarca      | 2   | 2     | 2      | 6     |
| 8    | Cuba           | 2   | 1     | 2      | 5     |
| 8    | Francia        | 2   | 1     | 2      | 5     |
| 10   | España         | 2   | 0     | 0      | 2     |
| 10   | Polonia        | 2   | 0     | 0      | 2     |
| 12   | Canadá         | 1   | 2     | 1      | 4     |
| 13   | Nueva Zelanda  | 1   | 2     | 0      | 3     |
| 14   | Bahamas        | 1   | 1     | 2      | 4     |
| 14   | Noruega        | 1   | 1     | 2      | 4     |
| 16   | Australia      | 1   | 0     | 0      | 1     |
| 17   | Suiza          | 0   | 3     | 0      | 3     |
| 18   | Portugal       | 0   | 2     | 1      | 3     |
| 19   | Croacia        | 0   | 2     | 0      | 2     |
| 19   | Países Bajos   | 0   | 1     | 0      | 1     |
| 21   | Argentina      | 0   | 0     | 1      | 1     |
| 21   | Austria        | 0   | 0     | 1      | 1     |
| 21   | Bermudas       | 0   | 0     | 1      | 1     |
| 21   | Irlanda        | 0   | 0     | 1      | 1     |
|      | TOTAL          | 100 | 100   | 100    | 300   |

1. ↑  Incluye las medallas obtenidas por la RFA entre 1949 y 1990.